# 羽吹ユキ
羽吹 ユキ（はぶき ゆき）は、日本のフィギュアスケート選手（アイスダンス）。パートナーは小泉仁、木戸章之。1993年全日本選手権2位。

## 経歴
1991年、木戸章之とカップルを組み、全日本ジュニア選手権に出場し優勝する。その結果により同年の世界ジュニア選手権に選出され、18位となる。1992年、全日本ジュニア選手権で2連覇を果たす。
1993年より小泉仁とカップルを組み直し、同年の全日本選手権で2位に入る。1994年、NHK杯に出場し11位、全日本選手権では3位に入った。

## 主な戦績
- 1991-93シーズンは木戸章之。
- 1993-95シーズンは小泉仁。

| 大会/年              | 1991-92 | 1992-93 | 1993-94 | 1994-95 |
| -------------------- | ------- | ------- | ------- | ------- |
| 世界ジュニア選手権   | 18      |         |         |         |
| 全日本選手権         |         |         | 2       | 3       |
| 全日本ジュニア選手権 | 1       | 1       |         |         |
| NHK杯                |         |         |         | 11      |